# Khương Tăng Hội
Khương Tăng Hội (chữ Hán: 康僧會; ? - 280) là một thiền sư sinh tại Giao Chỉ và được xem là thiền sư đầu tiên được ghi nhận trong lịch sử Phật giáo Việt Nam. Trong cuốn Việt Nam Phật giáo Sử luận, thiền sư Thích Nhất Hạnh cho rằng  Khương Tăng Hội là Sơ Tổ của Thiền tông Việt Nam. Nhưng pháp Thiền, cũng như các tài liệu Phật Giáo mà Khương Tăng Hội truyền bá, dịch thuật là Kinh An Ban Thủ Ý - tức là Thiền quán hơi thở chứ không phải Thiền Tông. Mà phải đến thế kỷ 6, mới có Thiền sư Tỳ Ny Đa Lưu Chi  (người gốc Ấn Độ) là đệ tử nối pháp Tam Tổ Tăng Xán lần đầu tiên truyền bá Thiền Tông vào Việt Nam.

## Hành trạng
Hai tài liệu chính ghi nhận về hành trạng của Sư là Cao tăng truyện và Xuất Tam Tạng Ký đều vào thời Nhà Lương. Theo đó, cha mẹ ông là người nước Khương Cư (Sogdiana), cư trú tại Giao Chỉ để buôn bán. Một ý kiến khác cho cha Tăng Hội là người Khương Cư, còn mẹ là người Việt..
Tăng Hội sinh trên đất Giao Chỉ, cha mẹ mất năm ông lên mười tuổi. Theo "Cao tăng truyện", lớn lên ông xuất gia tại Giao Chỉ  và tu học rất tinh tấn, giỏi cả tiếng Hán lẫn tiếng Phạn. Ông đến Kiến Nghiệp kinh đô nước Ngô (nay là Nam Kinh, Trung Quốc) năm 247. Ông mất vào năm 280, niên hiệu Thái Khương nguyên niên đời nhà Tấn, như vậy ông đã ở tại Trung Hoa 33 năm. Một trong những người được Khương Tăng Hội truyền đạo chính là Tôn Quyền. Nhiều ý kiến cho rằng ông trước tác và dịch thuật tại Trung Hoa, thực ra một phần quan trọng của công việc này đã được ông làm tại Giao Chỉ.. Có nhiều khả năng là từ Luy Lâu, Phật giáo đã truyền sang Bành Thành (thời Chiến Quốc từng là kinh đô của Sở Hoài Vương, nay là Từ Châu thuộc Giang Tô), rồi từ Bành Thành tới Lạc Dương (kinh đô nhà Đông Hán, nay thuộc Hà Nam, Trung Quốc), tạo nên ba trung tâm Phật giáo lớn của đế quốc Hán đầu Công nguyên.

## Tác phẩm
Những tác phẩm được xem có liên quan đến thiền sư Khương Tăng Hội :
1. An Ban Thủ Ý, An Thế Cao dịch, Tăng Hội và Trần Huệ chú sớ, Tăng Hội đề tựa.
2. Pháp Cảnh Kinh, An Huyền dịch, Tăng Hội chú sớ và đề tựa.
3. Đạo Thọ Kinh, Chi Khiêm dịch, Tăng Hội chú sớ và đề tựa.
4. Lục Độ Yếu Mục, Tăng Hội biên tập (không còn).
5. Nê Hoàn Phạm Bối, Tăng Hội biên tập (không còn).
6. Ngô Phẩm (Đạo Hành Bồ Tát), Tăng Hội dịch (không còn).
7. Lục Độ Tập Kinh, Tăng Hội biên tập.